# Thaumastophleps
Thaumastophleps is een geslacht van vlinders van de familie bloeddrupjes (Zygaenidae), uit de onderfamilie Chalcosiinae.

## Soorten
- T. expansa (Walker, 1864)
- T. tristis (Mell, 1922)